# Filgueirasia cannavieira
Filgueirasia cannavieira är en gräsart som först beskrevs av Alvaro da Silveira, och fick sitt nu gällande namn av Guala. Filgueirasia cannavieira ingår i släktet Filgueirasia och familjen gräs. Inga underarter finns listade i Catalogue of Life.